# Wijbrand Adriaan Reiger

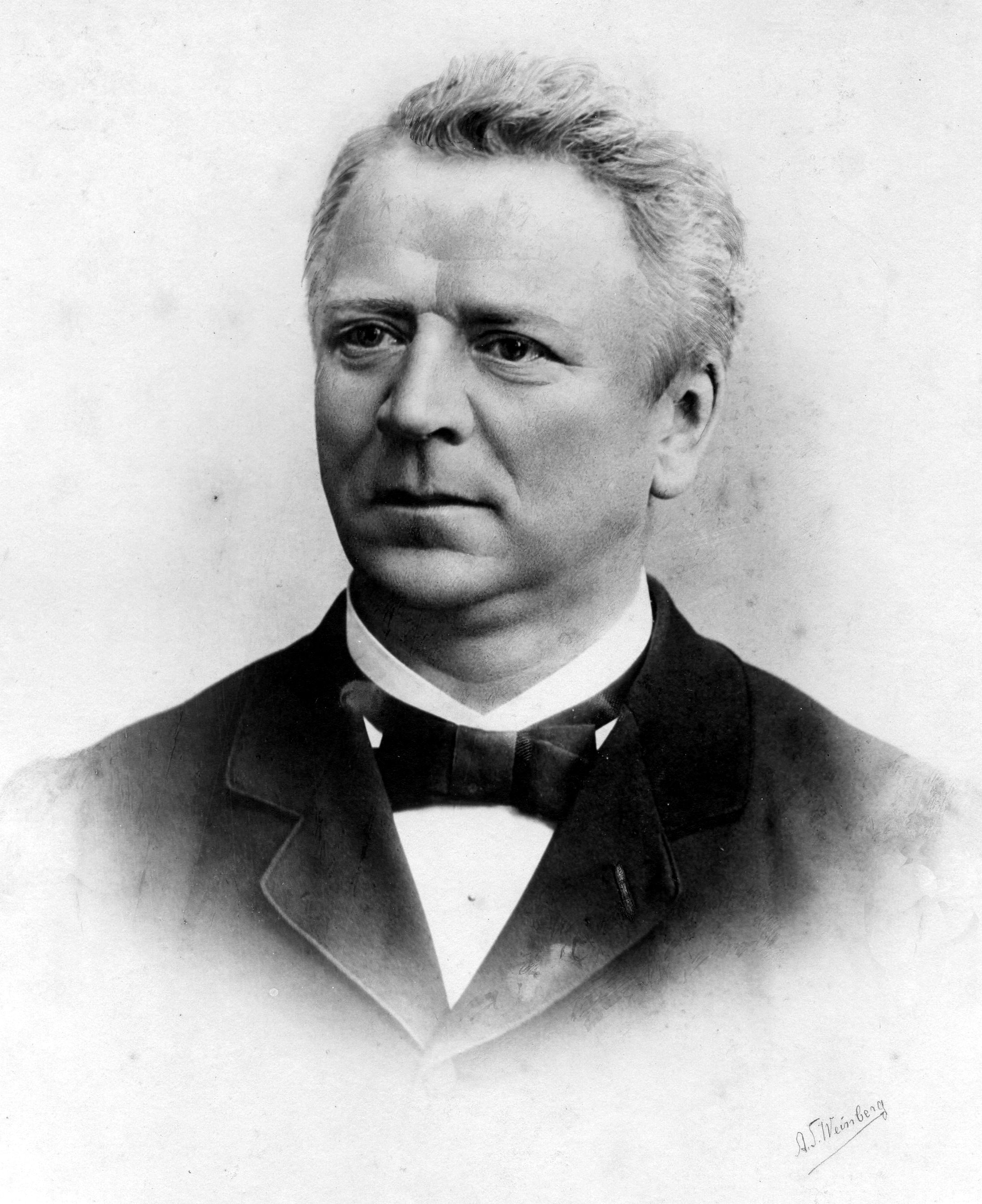
Prof.dr. Wijbrand Adriaan Reiger, 1900

Wijbrand Adriaan Reiger (Groningen, 10 juli 1842 — Groningen, 10 juli 1910) was een Nederlandse rechtsgeleerde en politicus.

## Biografie
Hij werd geboren als zoon van Henricus Reiger (1806-1846), rijksadvocaat te Groningen, en Wilhelmina Louisa de Jongh (1810-1899) en genoemd naar zijn grootvader Wijbrand Adriaan de Jongh. Zijn vader stierf op jonge leeftijd op 30 september 1846. Reiger trouwde te Eelde op 17 juni 1873 met Catharina Hester Hooft van Iddekinge (1845-1914), dochter van Joan Henrik Hooft van Iddekinge (1800-1881) en Jkvr. Bernhardina Ernestina Harmanna Polman Gruijs (1807-1874). Reiger en zijn vrouw bleven kinderloos, maar in 1881 overleden de broer Jan Ernst Henrik Hooft van Iddekinge (1842-1881) van Catharina en zijn vrouw Rose Elisabeth Kreet de Virieu (1846-1881). Reiger en zijn vrouw werden voogd van de vijf weeskinderen: Otto Justus en Joan Hendrik (3 jaar), Francois Henri Arnold (2 jaar), Anna Bernhardina Ernestine Harnanna (1 jaar) en Barthold Jacob Lintelo (2 maanden).

### Loopbaan
Nadat Reiger de lagere school succesvol had doorlopen ging hij, zoals gebruikelijk in die tijd, in 1851 naar het Stedelijk Gymnasium te Groningen. In 1859 schreef de Rector over hem:' iemand van gelukkige, ja voortreffelijke vermogens en aanleg, voorbeeldig gedrag en uitstekenden ijver en vlijt '. Reiger had alle vakken op het gymnasium met goed gevolg afgelegd, waardoor er een academische studie in het verschiet lag. 
Reiger studeerde rechten aan de Rijksuniversiteit Groningen in 1860 in zijn geboortestad. Naast zijn studie was hij ook actief in het studentenleven. Reiger was lid van het studentenkorps en secretaris van de Maskerade commissie van 1860 tot 1864. Reiger had een goede band met hoogleraar B. D. H. Tellegen die hem inspireerde om zijn proefschrift te schrijven over Schip is territoir. Reiger verdedigde dit op 21 juni 1865, waarna hij zijn doctorstitel verwierf. De vraag die Reiger stelt in zijn proefschrift is of landen schepen hetzelfde moeten behandelen als territoir, Reiger betoogd van niet. Tellegen was in 1847 gepromoveerd op een dissertatie over een soortgelijk onderwerp recht op territoriale zee. 
Aan het eind van zijn studie werkt Reiger als docent staathuishoudkunde en staatsinrichting op het gymnasium te Haren. Dit bleef hij tot 1870. Hij werd gemeentesecretaris van Groningen (1870-1873) en agent van De Nederlandsche Bank (1873-1891). Hij was redacteur van De Economist. In 1892 nam hij zitting in de Centrale commissie voor de Statistiek. Reiger was daarnaast van 1899 tot aan zijn overlijden vicevoorzitter en later voorzitter van de raad van commissarissen van de Noordoosterlocaalspoorweg-Maatschappij.
Van 1874 tot 1892 was Reiger gemeenteraadslid in de  gemeenteraad van Groningen voor de liberaal-conservatieve kiesvereniging ‘Eendracht maakt macht’. Hij won de verkiezing van de heer J. Schilthuis met een verschil van honderd stemmen.  Reiger kreeg van de stemgerechtigden 589 stemmen, Schilthuis kreeg er 373. Hij zat in verschillende raadscommissies waaronder de Veencommissie en de Commissie voor de gasfabriek. De Veencommissie moest toezicht houden op het beheer en onderhoud van alle werken en eigendommen die buiten de gemeente lagen, de zogenoemde ‘veenkoloniën’. Voor zijn werk in de Veencommissie is Reiger geëerd met een schilderij in het commandeurshuis in ter Apel. 
Reiger was niet een man die vaak sprak in de gemeenteraad, maar als hij sprak dan had dit gezag in de raad. Hij hield zich in de gemeenteraad voornamelijk bezig met de ontmanteling van de vestingwerken. Reiger nam zitting in en commissie die de gemeente moest adviseren in het opeisen van de vestingwerken door de gemeente van de staat, zodat de gemeente de vestingwerken niet hoefde te kopen van de staat. Het advies van de commissie aan de gemeenteraad was om geen proces tegen de staat te beginnen, omdat dit weinig kans van slagen zou hebben. De gemeenteraad heeft het advies overgenomen en heeft hierna de grond waar de vestingwerken op stonden aangekocht om er een plantsoen van te maken het latere Noorderplantsoen.
In 1891 kwam een lang gekoesterde wens in vervulling, Reiger werd hoogleraar staathuishoudkunde, statistiek en volkenrecht aan de Rijksuniversiteit te Groningen. Op 14 september 1891 gaf Reiger zijn inaugurele rede genaamd 'De Economie en de Feiten'. Hierin nam Reiger duidelijk stelling tegen de opkomende historische schooll binnen de staathuishoudkunde. Reiger kreeg hierop veel kritiek van andere hoogleraren die aanhangers waren van het opkomende sociaaldemocratische gedachtegoed of spottend kathedersocialisme. Reiger stond bekend om zijn standvastigheid, hij ging niet mee met ‘modestromingen’. Reiger betoogde in zijn rede ‘De Economie en de Feiten’ dat men niet te veel aan een theorie moest vastklampen en zich niet moest doodstaren op feiten. Volgens Reiger moest je en naar de theorie kijken en naar de cijfers, beide losstaand zeiden niets.
In 1908 werd Reiger ziek, zo ziek dat hij door de universiteit eervol werd ontslagen tot zijn grote spijt. Hij stierf uiteindelijk op achtenzestigjarige leeftijd op 10 juli 1910 te Groningen. In alle functies die Reiger bekleed heeft werd hij geroemd om zijn brede kennis van zaken. Hiervoor werd hij nationaal en internationaal geëerd. Hij werd opgenomen in de Italiaanse ridderorde en kreeg een Franse onderscheiding. In de Korrewegwijk in Groningen werd de Reigerstraat naar hem vernoemd. F.H. Bach schilderde Reigers portret voor de senaatskamer in het Academiegebouw van de Groninger universiteit.